# Yo, minoría absoluta
Yo, minoría absoluta es el título del octavo álbum de estudio de la banda de rock española Extremoduro, producido por Iñaki “Uoho” Antón y publicado por DRO el 5 de marzo de 2002.
Tras un descanso discográfico de cuatro años desde Canciones prohibidas, publicado en 1998, Extremoduro publica en 2002 un nuevo disco que huye de la artificiosidad y los complicados arreglos, secciones de cuerda y viento incluidas, de este último. Con Yo, minoría absoluta el grupo vuelve al rock duro que lo ha caracterizado durante toda su trayectoria musical. A la hora de publicarlo, Roberto Iniesta, líder de Extremoduro, lo califica como “El mejor álbum que [Iniesta, como compositor] ha hecho nunca”.
Originalmente el álbum fue publicado con el formato de CD más DVD; mientras que el primero incluía el disco en sí, el segundo contenía dos videoclips correspondientes a dos temas del disco y cinco temas grabados en directo durante la gira Moñigos, morid el 9 de octubre de 1999 que fueron mezclados en enero de 2002. La primera edición en vinilo se publicó en 2014 partiendo de la versión remasterizada.
En la película La flaqueza del bolchevique (2003) de Manuel Martín Cuenca, aparecen tres canciones del disco: son Puta, A fuego y Standby, las cuales reflejan el estado de ánimo y situaciones del protagonista, interpretado por Luis Tosar. En el tráiler de esa misma película también sonaba Standby.

## Lista de canciones
Letra por Roberto Iniesta, música por Roberto Iniesta e Iñaki Antón.
| N.º | Título                            | Duración |  |
| 1.  | «A fuego»                         | 5:27     |  |
| 2.  | «La vereda de la puerta de atrás» | 4:04     |  |
| 3.  | «Hoy te la meto hasta las orejas» | 3:44     |  |
| 4.  | «Standby»                         | 3:30     |  |
| 5.  | «Menamoro»                        | 3:10     |  |
| 6.  | «Luce la oscuridad»               | 3:52     |  |
| 7.  | «Cerca del suelo»                 | 4:43     |  |
| 8.  | «Puta»                            | 5:40     |  |
| 9.  | «Buitre no come alpiste»          | 4:20     |  |
| 10. | «La vieja (canción sórdida)»      | 4:46     |  |

| DVD Edición limitada (Cubierta de Leganés, Madrid el 9 de octubre de 1999) |                       |          |  |
| N.º                                                                        | Título                | Duración |  |
| 1.                                                                         | «Papel secante»       | 4:23     |  |
| 2.                                                                         | «Buscando una luna»   | 4:05     |  |
| 3.                                                                         | «Jesucristo García»   | 5:14     |  |
| 4.                                                                         | «De acero»            | 4:39     |  |
| 5.                                                                         | «Sol de invierno»     | 5:16     |  |
| 6.                                                                         | «Puta [videoclip]»    | 5:40     |  |
| 7.                                                                         | «A fuego [videoclip]» | 5:05     |  |

## Créditos
Extremoduro
- Robe Iniesta – Voz y guitarra
- Iñaki "Uoho" Antón – Guitarra
- Miguel Colino – Bajo
- José Ignacio Cantera – Batería

Personal adicional
- Fito Cabrales – Coros
- Sara – Coros
- Gino Pavone – Percusión
- José Alberto Batiz – Slide en Menamoro
- Javi Isasi – Trompeta en Menamoro
- Lourdes Aldekoa – Coros en Hoy te la meto...

Personal para el DVD
- Robe Iniesta – Voz y guitarra
- Iñaki "Uoho" Antón – Guitarra
- José Ignacio Cantera – Batería
- Diego Garay – Bajo